# Бианка Атцей
Бианка Атцèй (на италиански: Bianca Atzei), псевдоним на Вероника Атцей (на италиански: Veronica Atzei; * 8 март 1987 в Милано, Италия), е италианска певица.
След като издава няколко сингъла с лейбъла Ултрасуони между 2012 и 2014 г., тя участва във Фестивала на италианската песен в Санремо през 2015 г. с песента Io solo al mondo („Само аз на света“), предшестваща издаването на дебютния ѝ албум Bianco e nero („Бяло и черно“), публикуван през същата година от Бараонда Едициони Музикали, и във Фестивала в Санремо през 2017 г. с парчето Ora esisti solo tu („Сега съществуваш само ти“).

## Биография и кариера
Единствено дете, Вероника Ацей е родена в Милано от родители от Сардиния. Започва да се учи да пее на 8-годишна възраст, слушайки Уитни Хюстън и Марая Кери, но също така се запалва по италианската музика на 60-те години в лицето на Луиджи Тенко, Пати Право и Серджо Ендриго. Прекъсва гимназия в 12 клас поради здравословни проблеми. На 17-годишна възраст се записва в Музикалната академия MAS в Милано, където учи две години, като придобива и първия си опит като певица: сътрудничи в създаването на телевизионни тематични песни и рекламни джингли, и работи в определен период като хористка в шоуто за таланти по Rai 2 CD Live и в програмата Domenica Cinque с водеща Барбара д'Урсо.

### Дебют: синглиLa gelosiaиLa paura che ho di perderti
Певицата дебютира през 2012 г., като участва в Санремо Соушъл – селекция за следващото издание на Фестивала на италианската песен в Санремо с първия си сингъл La gelosia („Ревността“), който обаче е отхвърлен.
На 3 август излиза сингълът ѝ L'amore vero („Истинската любов“), който получава отличен отзвук по радиото и в Интернет: за кратко време видеото надхвърля един милион гледания в Ютюб. На 16 ноември същата година излиза сингълът ѝ La gelosia с нов аранжимент на Марко Барусо и изпълнен в дует с група Модà. Също през 2012 г. тя пише с Диего Калвети песента Folle stronza („Луда идиотка“), съдържаща се в третия албум на Лоредана Ероре Pioggia di comete.
През 2013 г. певицата се опитва да участва във Фестивала в Санремо в категорията „Нови предложения“ с песента Arido („Сух“), но не е допусната да конкурса. Пее в дует с Николо Алиарди в песента Fino in fondo („До дъно“), излязла на 2 май, и продължава да си сътрудничи с вокалиста на Модà Кеко Силвестре. Той е автор на летния ѝ хит La paura che ho di perderti („Страхът, който имам да те загубя“), който излиза на 4 юли 2013 г. (сертифициран като златен от FIMI за над 15 хил. продадени копия). Атцей пее песента през юни на Летния фестивал на Пиаца дел Пополо в Рим (излъчен по Canale 5), достигайки до финала. След турне в Сардиния тя е избрана да открие концертите на есенното турне на Модà.
На 1 октомври излиза албумът на Джани Моранди Bisogna vivere, съдържащ песента Ti porto al mare („Ще те заведа на море“), в която Атцей пее беквокалите.
На 8 октомври на Арена ди Верона тя изпълнява в дует с Джани Моранди песента In amore („Влюбен“) на един от двата концерта от телевизионното музикално събитие Gianni Morandi – Live in the Arena.
През декември излиза сингълът ѝ One Day I'll Fly Away – кавър версия на песента на Ранди Крофорд от саундтрака на телевизионния минисериал на Rai 1 „Анна Каренина“. На 24 декември певицата изпълнява песента La paura che ho di perderti („Страхът, който имам да те загубя“) на Коледния концерт в Аудиториум дела Кончилиационе в Рим, излъчен по Rai 2 .
През 2014 г. заедно с Алекс Брити тя се опитва да участва във Фестивала в Санремо в категория Big с песента Non è vero mai („Никога не е вярно“), но не е допусната до конкурса. Песента е издадена като сингъл на 14 март.
През юни Атцей участва в Летния фестивал на Пиаца дел Пополо в Рим със сингъла Non puoi chiamarlo amore („Не можеш да го наречеш любов“), издаден на 23 юни.
На 14 септември на сватбената церемония на шоу гърлата Елизабета Каналис Атцей пее „Аве Мария“ на сардински език, придружена от вокален ансамбъл Нова Евфония.

### Фестивал Санремо 2015 и албумBianco e nero
През февруари 2015 г. Атцей участва в 65-ото издание на Фестивала в Санремо с песента Io solo al mondo, написана от Кеко Силвестре, като се класира на 14-о място. В четирите вечери на фестивала тя носи дрехи, създадени за случая от сардинския дизайнер Антонио Марас. На 12 февруари – третата вечер, посветена на кавъри, тя изпълнява песента Ciao amore, ciao на Луиджи Тенко с нов аранжимент на Алекс Брити. Същия ден излиза първият ѝ албум Bianco e nero, съдържащ 20 песни, включително някои от предишните ѝ издания. Кавърът ѝ на Ciao amore, ciao в дует с Алекс Брити след това излиза като втори сингъл от албума на 13 април 2015 г.
През юни 2015 г. певицата участва в третото издание на Летния фестивал (Summer Festival) в Рим с песните Ciao amore, ciao в дует с Алекс Брити и In un giorno di sole („Слънчев ден“) – новия сингъл от албума ѝ, който излиза на 24 юни, като получава две номинации за Наградата RTL 102.5 – Песен на лятото. На 22 септември 2015 г. излиза четвъртият сингъл от Bianco e nero: Riderai („Ще се смееш“), аранжиран в нова версия.
През есента на същата година тя си сътрудничи с Джиджи Д'Алесио в сингъла Torna a Surriento от албума му Malaterra, и с Джей Акс в нова версия на песента му Intro, публикувана като първият сингъл от Multiplatinum Edition на албума му Il bello d'esser brutti.
От 2015 г. Атцей е официално рекламно лице на НПО Exodus, занимаваща се с наркозависими. През 2016 г. тя си сътрудничи с Лоредана Берте в дуета Così ti scrivo („Така ти пиша“) и в хоровата песен Amici non ne ho, съдържаща се в албума на Берте Amici non ne ho... ma amiche sì!. Тя пее и дует с Рон в песента Per questa notte che cade giù („За тази нощ, която се спуска“) и в хоровата песен Una città per cantare, съдържащо се в албума му La forza di dire sì.
На 13 март 2016 г. Атцей пее песента Amor mio на Mина по време на телевизионното вариете на Rete 4 Una serata bella per te, Mogol!, водено от Алфонсо Синьорини и Розита Челентано.
На 17 юни излиза петият сингъл от албума Bianco e nero: La strada per la felicità (Laura) („Пътят за щастието (Лаура)“). Излизането на сингъла прешества старта на Bianco e nero Live – лятно турне, в което тя пее по площадите в цяла Италия.
От 16 септември до 4 ноември 2016 г. певицата е състезателка в шестото издание на предаването Tale e quale show с водещ Карло Конти по Rai 1, в което имитира по ред: Рита Павоне, Анна Татанджело, Лоредана Берте, Ейми Уайнхаус, Ивана Спаня, Тина Търнър, Джорджа (с което печели епизода) и Малика Аян. В края на програмата тя се класира осма. Тя участва и в петото издание на шоуто, в което изпълнява: Джузи Ферери, Марая Кери и Орнела Ванони, и се класира на шесто място.
На 7 декември 2016 г. Атцей участва в традиционното запалване на елхата на площад Дуомо в Милано заедно с децата на Малкия хор „Мариеле Вентре дел'Антониано“ от Болоня: събитие, излъчвано на живо по канал RTL 102.5 и на запис по DeAJunior (на 24 декември 2016 г.)

### Фестивал в Санремо 2017, шоу „Островът на известните“ и първи роман
На 12 декември Карло Конти обявява участието на Атцей във Фестивала в Санремо през 2017 г. с песента Ora esisti solo tu. Песента достига до финала и се класира на девето място. За четирите вечери на фестивала Атцей носи четири рокли на сцената, изработени от стилиста Антонио Марас. На 8 май песента е сертифицирана от FIMI като златна за 25 хил. продадени копия.
На 12 май по радиото и за дигитално изтегляне излиза новият сингъл на Атцей Abbracciami perdonami gli sbagli („Прегърни ме, прости ми грешките“). В същото време във всички италиански книжарници се появява и първият ѝ роман Ora Existi solo tu – Una stori d'amore в поредицата Leggi Rtl 102.5 на изд. Мурсия. Официалното представяне на книгата е на 17 май в ателието на стилиста Антонио Марас. Лятното турне на певицата Bianca Atzei Live 2017 стартира в Нова Горица на 12 май и в него тя пее на различни италиански площади.
От ноември до декември 2017 г. тя отново е част от състава на шестото издание на Tale e quale show – Il turneo, в който имитира Ема, Ноеми и Пати Право, и е осма в крайното класиране.
През 2018 г. певицата участва в 13-ото издание на L'isola dei fammosi („Островът на известните“) с водещ Алесия Маркуци по Canale 5 и заема второ място.
На 26 януари 2018 г. излиза сингълът Fire on Ice – саундтрак на Световното първенство по фигурно пързаляне 2018.
На 15 юни 2018 г. е ред на сингъла Risparmio un sogno („Спестявам една мечта“), написан от Ултимо, който е последван от музикален видеоклип на 20 юни, режисиран от Гаетано Морбиоли.
На 31 август излиза сингълът Come in un'isola („Като на остров“) в сътрудничество с Йерико и Ил Чиле.
От 31 декември 2018 г. до 20 януари 2019 г. Атцей участва в мюзикъла на Алфонсо Ламбо Men in Italy в театър „Линеар Чак“ в Милано.
На 4 юни 2019 г. в Ютюб излиза летният ѝ авторски сингъл La mia bocca („Моята уста“).
През лятото на 2020 г. излиза сингълът ѝ Da domani („От утре“) с Кили Джагуаро и Микаел Франти.
На 5 февруари 2021 г. излиза песента ѝ John Travolta в сътрудничество с група Леньо, а на 7 юли, в сътрудничество с певеца Никола Каваларo, (известен още като Серьо) – сингълът Straniero („Чужденец“). Негов продуцент е Бос Домс, който се грижи и за аранжимента. Сингълът влиза в ротацията на италианското радио на 9 юли.

## Личен живот
От ноември 2015 г. Атцей има връзка с мотоциклетния състезател Макс Биаджи, който прекъсва внезапно връзката през есента на 2017 г. През 2019 г. започва връзка с кореспондента на телевизионното предаване „Хиените“ (Le Iene) Стефано Корти. Към 2023 г. няма деца.
Певицата има множество татуировки по цялото тяло.

## Дискография

### Албуми
- 2015 – Bianco e nero

## Телевизия
- CD Live (Rai 2, 2005 – 2007) - хористка
- Domenica Cinque (Canale 5, 2009 – 2010) - хористка
- Tale e quale show 6 (Rai 1, 2016) - конкурентка
- Tale e quale show – Il torneo 5 (Rai 1, 2016) - конкурентка
- Tale e quale show – Il torneo 6 (Rai 1, 2017) - конкурентка
- L'isola dei famosi 13 (Canale 5, 2018) - конкурентка

## Награди и признания
- 2014 – Награда „Миа Мартини“ млади изпълнители[44]
- 2015 – Награда Навичела „Сардинци по света“[45]
- 2015 – Награда „Бароко“[46]
- 2015 – Награда „Сорентински полуостров“[47]
- 2018 – Награда „Сорентински полуостров“ за Изпълнител на годината[48]